# 天神多久頭魂神社
天神多久頭魂神社（てんじんたくずだまじんじゃ）は、長崎県対馬市上県町佐護にある神社。

## 概要
対馬の南部にある厳原町豆酘の多久頭魂神社と同様に天道信仰の中心地であった。佐護湊の天道山の麓にあり、『日本三代実録』貞観12年（870年）3月5日条に授位の記録が見え、「延喜式神名帳」には、対馬国上県郡の「天神多久頭多麻命神社」と記されている。
この神社には社殿が無く、その側にある天道山を遙拝する形で形成されている。境内の入口には鳥居と石積みの石塔があり、その奥まったところに、中に立ち入ることの出来ない階段状となった場所があり、その一番上に鏡が置かれている。これは神籬・磐境を設けたものであり、原初的な祭祀の形をそのまま残した神社であると言える。
多久頭魂神社と天神多久頭魂神社が対になっているのは、八幡信仰のような、九州地方特有の母子神信仰（対馬の場合は神魂神と多久頭魂神）の影響であると考えられる。